# Gimme a light
『Gimme a light』（ギミー・ア・ライト）は、1999年9月17日に発売されたCHARCOAL FILTERの1枚目のアルバム。

## 概要
- 本作でCDデビュー。所属事務所「パワーポップアンドカンパニー」からリリースされたインディーズアルバム。
- 1,000枚限定であり、現在入手が非常に困難となっている。

## 収録曲
1. Tune up
2. Kickin' it
3. Clap
4. It's gonna be O.K.
5. Follow up your own mind
6. Empty Box
7. Song on the radio
8. 19
  - メジャーデビューシングル『I start again』には、タイトルを「Nineteen」に改め、バンドアレンジで収録されている。本作にはアコースティックギター一本の演奏となっており、『The Best History of CHARCOAL FILTER』にも収録されており、このアルバムの中では唯一入手困難な状況を脱した。